# 2009 au Nigeria
2007 au Nigeria - 2008 au Nigeria - 2009 au Nigeria - 2010 au Nigeria - 2011 au Nigeria
2007 par pays en Afrique - 2008 par pays en Afrique - 2009 par pays en Afrique - 2010 par pays en Afrique - 2011 par pays en Afrique]

## Chronologie

### Janvier 2009
- Dimanche 4 janvier 2009 : Dans la nuit de samedi à dimanche, des pirates s'emparent d'un bateau du groupe de services maritimes « Bourbon » au large des côtes du Nigeria et de ses neuf membres d'équipage (5 Nigérians, 2 Ghanéens, 1 Camerounais et 1 Indonésien). Le « Bourbon Leda », navire de type FSIV (Fast Supply Intervention Vessel), a été attaqué au large de Bonny, un important terminal pétrolier et gazier au sud du pays.

- Mardi 6 janvier 2009 : Le groupe pétrolier américain Chevron annonce lever l'état de « force majeure » sur ses chargements de brut au terminal d'Escravos (sud), déclaré en novembre après des attaques contre ses infrastructures.

- Mercredi 7 janvier 2009 : La compagnie maritime française Bourbon annonce la libération des neuf membres d'équipage du « Bourbon Leda » enlevés dans la nuit du samedi à dimanche au large des côtes nigérianes.

- Lundi 12 janvier 2009 :
  - Des pirates ont attaqué, au large des côtes, un navire norvégien le Viking Forcados, navire câblier de 88 mètres de long. L'équipage de 52 membres est composé entre autres de Norvégiens et de Nigérians. Il y a eu des coups de feu durant l'attaque mais tous les membres d'équipage sont sains et saufs et il n'y a pas de blessé seulement des dégâts matériels. Les pirates ont quitté le navire.
  - Un employé de la compagnie pétrolière française Total est enlevé lundi soir dans le delta du Niger (sud). Son épouse avait été enlevée en novembre et est détenue depuis[1].

- Mardi 13 janvier 2009 : des pirates à bord de trois embarcations rapides ont attaqué vers 4h15 GMT le navire norvégien « Eidesvik Viking Forcados » au large de Calabar, non loin du delta du fleuve Niger. Les 52 membres de l'équipage ont pu se barricader à l'intérieur et les pirates ont finalement renoncé à leur attaque et sont repartis bredouilles après quelques coups de feu, mais sans faire de blessés parmi les marins du navire.

- Dimanche 18 janvier 2009 : des pirates nigérians ont attaqué un bateau de la compagnie pétrolière anglo-néerlandaise Shell près du terminal de Bonny et ont enlevé huit membres d'équipage.

- Mercredi 21 janvier 2009 : un navire transportant du diesel a été attaqué et un membre d'équipage de nationalité roumaine a été enlevé par un groupe d'hommes armés.

- Vendredi 30 janvier 2009 : Le Mouvement pour l'émancipation du delta du Niger (MEND), principal groupe armé opérant dans le sud pétrolifère, annonce la fin du cessez-le-feu décrété en septembre 2008.

### Février 2009
- Vendredi 6 février 2009 : selon le ministère de la Santé — Agence nationale pour l'alimentation, l'administration et le contrôle des produits pharmaceutiques du Nigeria (Nafdac) —, 84 enfants âgés de 2 mois à 7 ans — chiffres non définitifs — sont morts au Nigeria au cours des trois derniers mois après avoir absorbé un médicament dentaire, un sirop au paracétamol frelaté appelé « My Pikin » (mon enfant, en dialecte local). Ce sirop était notamment recommandé pour les enfants en train de faire leurs dents, afin de soulager les douleurs de gencives. Le sirop était coupé avec du diéthylène glycol, un produit chimique utilisé dans le liquide de freins et le liquide de refroidissement des moteurs. Les propriétaires de Barewa Pharmaceuticals, producteur du médicament, ont été arrêtés — au total douze personnes —, ainsi que ceux de la compagnie Tranxell qui avait fourni les produits toxiques incorporés au sirop.

- Samedi 7 février 2009 : le Mouvement pour l'émancipation du delta du Niger (MEND) revendique l'attaque contre un site gazier de la compagnie anglo-néerlandaise Shell.

- Mercredi 11 février 2009 : les sociétés américaines de services pétroliers Halliburton et Kellogg Brown & Root LLC (KBR) sont condamnées par un tribunal à une amende de 579 millions de dollars pour avoir versé « pendant dix ans des pots-de-vin à des responsables du gouvernement nigérian afin d'obtenir des passations de marchés et des contrats de construction et d'ingénierie ». Ces deux entreprises ont remporté des contrats de « plus de 6 milliards de dollars » entre 1995 et 2004 afin de construire une usine de gaz liquéfié à Bonny Island, pour Nigeria LNG Ltd, qui appartient à 49 % à l'État nigérian.

- Samedi 21 février 2009 : dans le Nord du pays des affrontements violents entre chrétiens et musulmans provoqués par des incendies de lieux de culte ont causé la mort de cinq personnes et en ont blessé quatre autres.

- Dimanche 22 février 2009 : une bagarre générale entre supporteurs des équipes de football, des Ocean Boys et des Bayelsa United, a causé la mort de 13 personnes. Quatre autres supporteurs des Oceans Boys ont aussi été tués dans des incidents distincts.

- Mardi 23 février 2010 : la vice-présidente pour l'Afrique annonce que le groupe pétrolier anglo-néerlandaise Shell ne se retirera pas du Nigeria malgré la crise à laquelle il fait face dans cette région instable et qui affecte ses activités ces dernières années.

- Jeudi 26 février 2009 :
  - L'ingénieur portugais, José Luis Rosa, travaillant pour la société de construction Picolo sur un projet de route dans l'État d'Ondo, enlevé début février dans le sud-ouest du Nigeria, a été libéré certainement contre rançon.
  - Selon l'ONG « Réseau pour la réhabilitation et les droits des enfants » (CRARN), de nombreux prétendus « leaders religieux » mènent depuis des mois une mortelle chasse contre les enfants-sorciers; l'un d'entre eux a confessé dans un film documentaire avoir tué 110 petits sorciers, garçons et filles. Les enfants, présumés sorciers, sont immolés par le feu, tués à la machette, empoisonnés, jetés en pleine mer[2].

### Mars 2009
- Mardi 3 mars 2009 : un oléoduc de la compagnie anglo-néerlandaise Shell, qui alimente le terminal d'Escravos explose.

### Avril 2009
- Dimanche 5 avril 2009 : un Britannique travaillant dans le secteur pétrolier est enlevé à Port Harcourt, par des « hommes armés non identifiés ».

- Mercredi 8 avril 2009 : un Italien est enlevé dans la sud du pays.

- Mardi 14 avril 2009 : la compagnie pétrolière anglo-néerlandaise Shell déclare l'état de force majeure, pour les mois d'avril et de mai. Dimanche, un incendie criminel a contraint Shell à fermer une importante interconnexion d'un oléoduc et plusieurs stations de pompage adjacentes dans le delta du Niger. Cette mesure entraîne la non-garantie des livraisons. La perte de production engendrée par l'incendie s'élèverait à 180 000 barils de pétrole par jour.

- Mardi 21 avril 2009 : dans la nuit de lundi à mardi, un navire battant pavillon turc, le « Ilena Mercan », qui faisait une livraison de matériel pour le groupe pétrolier français Total a été attaqué près de Port-Harcourt par un groupe d'hommes armés. Le capitaine  et le chef des machines ont été pris en otages et enlevés.

### Mai 2009
- Mardi 5 mai 2009 : le groupe pétrolier Royal Dutch Shell reprend la production de ses stations de pompage après la réparation d'un important oléoduc endommagé par un incendie attribué à un acte de sabotage.

- Samedi 9 mai 2009 : le gouverneur de l'État pétrolier de Rivers, en proie aux violences et aux enlèvements récurrents, signe la nouvelle loi sur l'interdiction des enlèvements. Les auteurs de prises d'otages seront désormais tous condamnés à la prison à vie, sans possibilité pour elles de s'acquitter de leur peine en payant une amende. Les enlèvements sont fréquents depuis trois ans dans le sud du Nigeria, où groupes armés revendiquant une meilleure redistribution des revenus de l'or noir ou bandes criminelles prennent en otages des employés de l'industrie pétrolière, exigeant souvent des rançons en échange de leur libération.

- Mercredi 13 mai 2009 : Le principal groupe armé opérant dans le delta du Niger, le Mend met en garde les compagnies pétrolières contre un regain de violences et leur demande d'évacuer leur personnel dans les 24 heures. Le groupe, qui affirme se battre pour les populations misérables du richissime delta du Niger, a annoncé une « guerre totale ».

- Vendredi 15 mai 2009 : Un otage du Mend a été tué par une « balle perdue » de l'armée qui aurait attaqué la zone où il était détenu.

- Samedi 16 mai 2009 : Six Philippins pris en otage par le Mend ont été libérés par l'armée dans le delta du Niger.

- Dimanche 17 mai 2009 : Trois Philippins pris en otage par le Mend ont été libérés par l'armée dans le delta du Niger.

- Lundi 18 mai 2009 : Le Mouvement pour l'émancipation du delta du Niger (MEND) ordonne le blocage de toutes les routes maritimes utilisées par l'industrie pétrolière afin d'étrangler la principale activité économique du pays : « Nous avons ordonné le blocage des voies maritimes essentielles, empruntées par les navires pour les exportations de gaz et de pétrole brut et pour l'importation de produits raffinés […] Cela signifie que désormais, ces bateaux empruntent ces voies à leurs risques et périls ».

- Vendredi 22 mai 2009 : Visite officielle du premier ministre français, François Fillon au cours de laquelle il s'est rendu dans le sud pétrolifère en proie aux violences. Il a été reçu à l'aéroport d'Abuja par le ministre des Affaires étrangères Ojo Maduekwe.

- Dimanche 24 mai 2009 : L'unité spéciale conjointe armée-police déployée dans le delta du Niger libère six Philippins détenus en otage dans la région pétrolière par des groupes rebelles armés. Ces Philippins sont les membres d'équipage d'un bateau capturé il y a dix jours  dans la région.

- Lundi 25 mai 2009 : Des combattants du Mouvement pour l'émancipation du delta du Niger ont détruit plusieurs tronçons importants de pipelines, dans le but d'« entraîner l'assèchement de l'approvisionnement du réservoir de stockage de Chevron dans le delta ».

- Mercredi 27 mai 2009 : Un minibus percute dans la soirée un groupe de personnes qui fêtaient la victoire du FC Barcelone en finale de la Champions League de football, à Ogbo, une localité proche de Port Harcourt, faisant quatre morts et dix blessés. Les Nigérians, passionnés de football, suivent avec assiduité les compétitions européennes.

### Juin 2009
- Mardi 9 juin 2009 : le groupe pétrolier anglo-néerlandais Royal Dutch Shell, accusé de complicité dans l'élimination d'un écrivain nigérian en 1995, accepte de verser 15,5 millions de dollars pour régler le litige porté devant la justice américaine.

- Vendredi 12 juin 2009 :
  - Libération par le Mouvement pour l'émancipation du delta du Niger (Mend), d'un otage britannique détenu depuis septembre 2008 dans le sud pétrolifère du Nigeria.
  - Le Mend fait sauter à l'explosif un oléoduc (Makaraba-Utonana-Abiteyeun) et un gazoduc (Makaraba Jacket 5), 2 outils « majeurs » de la compagnie pétrolière américaine Chevron. Il n'y a pas eu de morts. Le Mend, qui a annoncé dimanche dernier le déclenchement d'une « guerre du pétrole », a déjà revendiqué cette semaine l'incendie d'une station de pompage de brut appartenant également à Chevron.

- Jeudi 18 juin 2009 : la Banque mondiale va débloquer plus d'un milliard de dollars pour financer des projets au Nigeria, dans l'énergie, la santé et l'éducation. La majeure partie des prêts, soit 600 millions de dollars, serviront à renforcer les infrastructures énergétiques dans le gaz et l'électricité. Une somme de 420 millions de dollars sera allouée à deux programmes de lutte contre le sida et la malaria et à soutenir le système éducatif nigérian.

- Vendredi 19 juin 2009 : le Mouvement pour l'émancipation du delta du Niger annonce avoir détruit un important oléoduc acheminant du brut jusqu'à un terminal d'exportation de la compagnie pétrolière italienne Agip.

- Dimanche 21 juin 2009 : des insurgés du Mend ont attaqué à l'aube deux oléoducs de la compagnie anglo-néerlandaise Royal Dutch Shell situés dans l'État de Rivers.

- Mercredi 24 juin 2009 : le président russe Dmitri Medvedev est en visite Abuja. Il annonce que son pays est prêt à investir « des milliards de dollars » dans le secteur du pétrole et du gaz au Nigeria. À cette occasion, le groupe russe Gazprom a signé un accord de coopération avec la Nigerian National Petroleum Corporation (NNPC) lui offrant un accès aux réserves de gaz nigérianes, qui figurent parmi les plus importantes du monde. Pour le président Umaru Yar'Adua, les accords russo-nigérians « constituent une grande occasion » de faire avancer des projets énergétiques notamment celui d'un gazoduc trans-Sahara qui permettrait au Nigeria d'exporter son gaz vers l'Europe.

- Jeudi 25 juin 2009 : des insurgés du Mend ont attaqué à l'aube l'important oléuduc de la compagnie anglo-néerlandaise Royal Dutch Shell. Le Mend indique qu'il voulait faire coïncider cette attaque avec une visite historique au Nigeria du président russe Dmitri Medvedev et la signature d'un accord avec le groupe Gazprom.

- Vendredi 26 juin 2009 : des insurgés du Mend ont attaqué tôt dans la nuit une installation pétrolière de forage dans l'État du Delta (sud).

- Lundi 29 juin 2009 : des insurgés du Mend ont attaqué à l'aube une installation pétrolière de l'anglo-néerlandais Royal Dutch Shell dans l'État du Delta.

### Juillet 2009
- Dimanche 5 juillet 2009 : des insurgés du Mend (Mouvement pour l'émancipation du delta du Niger) ont attaqué tôt dans la nuit une installation pétrolière de forage de la Royal Dutch Shell dans l'État du Delta (sud).

- Lundi 6 juillet 2009 : des insurgés du Mend ont pris à l'abordage un chimiquier avec six membres d'équipage étrangers - trois Russes, deux Philippins et un Indien.

- Mercredi 8 juillet 2009 : Des insurgés du Mend ont attaqué avant l'aube deux « importants » oléoducs gérés par les groupes anglo-néerlandais Shell et italien Agip.

- Lundi 13 juillet 2009 :
  - Des insurgés du Mend ont mené, pour la première fois depuis 2006, un attentat, dans la nuit de dimanche à lundi, contre un terminal pétrolier de Lagos, la capitale économique du pays, tuant 5 ouvriers. Il s'agit de la première attaque depuis 2006, contre un terminal pétrolier à Lagos, très loin de la base d'opérations du mouvement terroriste.
  - Le militant et porte-parole présumé du groupe armé Mend, Henry Okah, est libéré sans charge retenue contre lui après avoir accepté l'amnistie présidentielle. Arrêté en Angola fin 2007 il était incarcéré et inculpé de haute trahison, car soupçonné d'être le principal porte-parole du Mouvement pour l'émancipation du delta du Niger, le groupe armé le plus actif du sud pétrolier du Nigeria[3].

- Dimanche 26 juillet 2009 : des affrontements entre la police et des membres d'une secte islamiste radicale qui se réclame des talibans ont eu lieu dans le nord du Nigeria. Les « talibans » prévoyaient d'attaquer un poste de police situé dans les environs de la ville de Dutsen Tenshin, pour y voler des armes et des munitions. Ce groupe islamiste est apparu au Nigeria en 2004. Ils ont établi leur base dans le village de Kanamma, près de la ville de Bauchi (État de Yobe, nord-est) frontalier avec le Niger. Le groupe composé essentiellement d'étudiants qui ont abandonné leurs études, veut instaurer un État « islamique pur » dans le nord du Nigeria[4]. Selon le bilan de lundi, les affrontements ont fait 60 morts du côté des attaquants et 5 du côté de la police[5].

- Mardi 28 juillet 2009 :
  - Les affrontements dans le nord entre les forces de l'ordre et les islamistes radicaux ont fait au moins 150 morts. Le président Yar'Adua décrète l'« alerte totale » des forces de sécurité. Les violences ont éclaté dimanche matin, quand des islamistes radicaux de la secte « Taliban », appelée en langue haoussa « boko haram » (l'éducation occidentale est un pêché) ont tenté d'attaquer un poste de police dans l'État de Bauchi, puis se sont ensuite propagées dans la région, touchant en tout quatre États : Bauchi, Borno, Kano et Yobe[6].
  - Depuis lundi, l'armée nigérienne a attaqué Maiduguri (nord-est) la principale enclave des islamistes radicaux. Lors des combats 206 personnes ont été tuées en 2 jours. Vaincus, les islamistes sont en fuite. Mardi soir, la maison du leader spirituel du groupe islamiste extrémiste « Taliban », Mohammed Yusuf, a été détruite par des tirs de mortiers de l'armée.

- Mercredi 29 juillet 2009 : de nouveaux combats dans l'État de Yobe, entre les forces de l'ordre et les islamistes radicaux, causent la mort quelque 43 personnes. Dix chars blindés ont été déployés autour de la prison centrale de Potiskum car les combats se déroulent à seulement quelques kilomètres de là. Plus de 300 personnes ont été tuées dans le nord du Nigeria depuis le début des combats dimanche.

- Jeudi 30 juillet 2009 :
  - Dans la nuit de mercredi à jeudi, quelque 200 islamistes radicaux, dont le n° 2 des « talibans », ont été tués dans les combats dans le secteur de Maiduguri. Les combats ont continué jeudi par le pilonnage à l'arme lourde des quartiers de la ville par l'armée nigériane. Un millier de soldats participent à cet assaut. Des dizaines d'islamistes ont tenté de fuir après s'être déguisés et avoir coupé leurs cheveux et rasé leur barbe[7]. Le chef des talibans, Mohammed Yusuf, est capturé par les soldats. 36 autres talibans sont arrêtés à Zuba près d'Abuja, alors qu'ils tentaient de se rendre à Lagos (sud-ouest).
  - Le géant pharmaceutique américain Pfizer signe un accord avec l'État de Kano (nord), pour verser des indemnisations de 75 millions de dollars après des tests médicaux illégaux du médicament « Trovan » contre la méningite. Ce médicament testé sur 200 enfants en avril 1996  en auraient tué 11 lors d'une triple épidémie de méningite, de rougeole et de choléra et causé des dommages physiques aux 189 autres dont la cécité, la surdité, des dommages cérébraux et des paralysies[8].

### Août 2009
- Lundi 3 août 2009 : selon la Croix-Rouge, quelque 780 cadavres ont été ramassés dans les rues de Maiduguri (nord) à la suite des affrontements de la semaine dernière entre forces de l'ordre et islamistes radicaux. Les dépouilles ont été enterrées dans trois fosses communes autour de la ville[9].

- Mardi 4 août 2009 : dans la nuit, un cargo lituanien, le « Saturnas », est attaqué au large du Nigeria et cinq de ses marins sur 14 sont pris en otage. Tous les membres d’équipage sont de nationalité lituanienne; « le bateau et la marchandise n’ont pas été endommagés ».

- Lundi 10 août 2009 : selon une étude comparative de l'institut britannique Chatham House sur l'impact de la présence des compagnies asiatiques dans les deux principaux producteurs de brut du continent noir, le Nigéria et l'Angola, les craintes de l'Occident face à l'intérêt croissant de l'Asie pour le pétrole africain dépassent largement la réalité. La présence des pétroliers asiatiques en Afrique de l'Ouest est très récente et d'autre part que les majors pétrolières conservent une nette avance, « elles dominent la production et détiennent la majorité des réserves »; le rapport attire cependant l'attention sur la concurrence grandissante entre la Chine et l'Inde dans ces deux pays, et entre acteurs asiatiques en général. D'autre part, « ni le Nigeria ni l'Angola n'ont des rapports avec l'Asie correspondant au stéréotype selon lequel des États africains faibles se font exploiter de façon impitoyable par des tigres asiatiques avides de ressources ». En réalité, dans le cas du Nigeria, ce serait plutôt l'inverse, les pétroliers asiatiques ont fait les frais au Nigeria des ambitions politiques de dirigeants ayant négligé leurs accords[10].

- Mardi 11 août 2009 : la secrétaire d'État américaine, Hillary Clinton est arrivée dans la soirée à l'aéroport international d'Abuja pour la cinquième étape de sa tournée africaine. Elle doit rencontrer, mercredi, le ministre des Affaires étrangères, Ojo Maduekwe, le président Umaru Yar'Adua, et les représentants des élites politiques du pays, pour une réunion portant sur la démocratie et la lutte contre la corruption.

- Samedi 22 août 2009 : selon le service de santé de l'État d'Adamawa, une épidémie de choléra a causé la mort de 72 personnes depuis le mois de juin; 120 autres sont hospitalisés à Demsa et 18 autres à Fufure.

### Septembre 2009
- Jeudi 17 septembre 2009 : les services de sécurité annoncent avoir empêché l'enlèvement des ministres de l'Éducation et du Travail prévu par trois étudiants de l'Université d'Abuja et un homme d'affaires qui voulaient enlever les ministres dans le but de mettre fin à un conflit entre le gouvernement et les enseignants universitaires en grève depuis le 22 juin pour tenter d'obtenir des augmentations salariales. Ils voulaient les contraindre à signer un accord[11].

- Mercredi 30 septembre 2009 : depuis août, une épidémie de choléra, qui a causé la mort de 88 personnes, touche l'État d'Adamawa (est, 77 morts, un millier d'infectés) et plus récemment l'État de Jigawa (nord, 5 morts).

### Octobre 2009
- Dimanche 4 octobre 2009 : dans le cadre de l'amnistie proposée par le gouvernement, un important chef rebelle du sud pétrolier du Nigeria, Government Ekpemupolo, dit « Tompolo », rend les armes et remet son arsenal à des responsables gouvernementaux à Oporoza, en présence de plusieurs milliers de personnes. Héros régional, il est le troisième et dernier des grands dirigeants rebelles du sud pétrolier à se rallier à l'offre gouvernementale, à la suite d'une rencontre la veille avec le président Umaru Yar'Adua[12].

- Mercredi 7 octobre 2009 : un cadre français du groupe industriel de ciment Lafarge trouve la mort ans une embuscade sur une autoroute entre de Lagos et la ville d'Abeokuta (État d'Ogun), à environ une centaine de kilomètres au nord de la capitale économique nigériane.

- Vendredi 9 octobre 2009 : l'explosion d'un camion-citerne rempli d'essence qui a mis le feu à plusieurs autres véhicules cause la mort de 70 à 80 personnes dans le sud du Nigeria.

- Lundi 19 octobre 2009 : le président Umaru Yar'Adua s'est entretenu avec le chef du Mend, principal groupe armé dans le sud du Nigeria, afin de tenter de mettre fin à la rébellion dans cette région pétrolifère du delta du Niger.

- Dimanche 25 octobre 2009 :
  - Plusieurs ONG nigérianes demandent au président Umaru Yar'Adua de faire arrêter le président soudanais Omar el-Béchir, qui est invité à se rendre jeudi au Nigeria pour une réunion de l'Union africaine. Dans une lettre ouverte, ces ONG se disent « très préoccupés par le fait que, en dépit de ses obligations internationales, notamment le traité de Rome instituant la Cour pénale internationale (CPI) ratifié par le Nigeria, votre gouvernement a invité le président el-Béchir » estimant que « le Nigeria a une obligation légale d'extrader un suspect de crimes contre l'humanité et crimes de guerre et de le déférer à la CPI ou de soumettre le cas à ses propres autorités compétentes dans le même but ». Les ONG soulignent que le Nigeria vient d'être élu au Conseil de sécurité de l'ONU, préside actuellement la Communauté économique des États d'Afrique de l'Ouest (Cédéao), ce qui lui donne une « responsabilité » et une « obligation » légales encore plus grandes de refuser de recevoir le président soudanais, de « l'arrêter et le remettre à la CPI »[13].
  - Le Mouvement d'émancipation du delta du Niger (Mend), principal groupe armé du sud pétrolifère du Nigeria, décrète un cessez-le-feu illimité pour « encourager le dialogue » avec le gouvernement.

### Novembre 2009
- Samedi 14 novembre 2009 : le Nigeria s'est qualifié pour le Mondial 2010 de football en Afrique du Sud après sa victoire au Kenya (3-2).

- Lundi 23 novembre 2009 : le président Umaru Yar'Adua (58 ans) est hospitalisé d'urgence à l'hôpital Roi Fayçal de Jeddah (Arabie saoudite) pour un problème cardiaque.

### Décembre 2009
- Mardi 1er décembre 2009 : l'absence prolongée du président Umaru Yar'Adua (58 ans), hospitalisé à l'hôpital Roi Fayçal de Jeddah (Arabie saoudite) depuis plus d'une semaine, suscite des interrogations dans la presse et une certaine confusion politique. Des personnalités politiques de tous bords s'inquiètent de la vacances du pouvoir allant jusqu'à demander la démission du président — notoirement en mauvaise santé depuis plusieurs années —  ou à se déclarer inapte. Les quotidiens publient des extraits de la Constitution concernant ce qui est prévu en cas de décès, de démission ou de déclaration d'inaptitude du président, des articles médicaux, et interrogent des juristes sur les implications d'une vacance. Selon son médecin, il est soigné pour une péricardite aiguë — une inflammation de la membrane entourant le cœur[14].

- Jeudi 3 décembre 2009 : le géant pétrolier Shell et sa filiale nigériane ont comparu devant un tribunal civil de La Haye, assigné par 2 paysans nigérians et une association écologiste qui dénoncent la pollution causée par des fuites d'un oléoduc, en juillet 2005 près du village d'Oruma (sud-est), qui « a causé des dommages à l'environnement, détruit les cultures et rendu la pêche impossible ». Ils réclament un meilleur entretien des oléoducs, la dépollution des terres et des eaux ainsi qu'une compensation financière pour le dommage économique qu'ils disent avoir subi. La défense de Shell estime que la fuite a eu un « impact limité » sur la nature et ne résulte pas d'un mauvais entretien des oléoducs par Shell mais d'un « sabotage »[15].

- Samedi 12 décembre 2009 : un accident de la route  entre un bus, avec 18 personnes, et un camion, transportant des planches et 5 personnes, dans l'État d'Oyo (sud-ouest), cause la mort de 23 personnes.

- Samedi 19 décembre 2009 : un camion dont « le conducteur a perdu le contrôle », a percuté « un groupe de personnes qui marchaient le long de la route » dans l'État de Kogi (centre), tuant entre 65 et 90 personnes.  Le conducteur a perdu le contrôle de son véhicule  transportant des sacs de ciment sur une colline et a descendu la pente à toute vitesse avant de heurter des véhicules sur la route, qui se sont enflammés. Le camion aurait alors fini sa course dans le marché bondé du village. Un deuil de 3 jours est décrété.

- Jeudi 24 décembre 2009 :
  - Un accident entre un camion semi-remorque, chargé de passagers et de bétail, et une voiture à Talata Mafara (État de Zamfara, nord) cause la mort de 18 personnes et fait 22 blessés.
  - La presse s'inquiète après un mois d'absence du président Umaru Yar'Adua (58 ans), hospitalisé d'urgence à l'hôpital Roi Fayçal de Jeddah (Arabie saoudite) alors il n'a fait aucune apparition, ne s'est livré à aucune déclaration et, surtout, n'a donné aucune consigne pour la conduite des affaires de l'État en son absence.

- Vendredi 25 décembre 2009 : un Nigérian de 23 ans, Abdul Farouk Abdulmutallab, qui affirme avoir des liens avec Al-Qaïda, est l'auteur d'une tentative d'attentat à l'explosif à bord d'un avion de ligne américain entre Amsterdam et Detroit avant d'être maîtrisé par des passagers. Le vice-président de la République, Goodluck Ebele Jonathan, ordonne aux agences de sécurité nigérianes d'enquêter sur la tentative d'attentat et promet de coopérer « totalement avec les autorités américaines dans l'enquête ».

- Samedi 26 décembre 2009 : le Nigérian de 23 ans inculpé aux États-Unis pour avoir tenté de faire sauter un avion américain en vol est le fils d'un riche banquier du nord musulman. Il est décrit comme « un garçon très religieux, poli et studieux » et jusqu'à ses derniers mois rien ne pouvait laisser « soupçonner qu'il puisse faire quelque chose d'aussi fou », selon sa famille à Kaduna (nord). Diplômé en ingénierie mécanique de l'University College de Londres, il étudiait la gestion dans une université de Dubaï. En juillet dernier, il s'était rendu au Yémen pour suivre un cours d'été d'arabe qu'il avait prolongé. Cependant depuis août des informations inquiétantes avait alerté sa famille et son père avait dernièrement contacté l'ambassade des États-Unis au Nigeria et les services de renseignement nigérians pour leur signaler la disparition de son fils[16].

- Lundi 28 décembre 2009 : 77 personnes sont tuées dans des combats à Bauchi (nord), essentiellement des membres d'une secte islamiste radicale, dans des combats contre les forces de l'ordre et des militaires. Le groupe islamiste Kala-Kato, également connu sous le nom de Maitatsine, est un mouvement  islamiste radical, présent dans plusieurs États du nord du Nigeria depuis des  décennies. Des insurrections de ses membres en 1980 dans la ville de Kano, et en  1992 à Yola, capitale de l'État d'Adamawa, avaient fait des milliers des  morts à chaque fois. Le nombre de ses adhérents n'est pas connu mais est estimé à plusieurs  milliers[17].